# Tomas Lindberg
Tomas Lindberg es un músico sueco de metal nacido el 16 de octubre de 1972 en Gotemburgo, Suecia. 
Actualmente es profesor de estudios sociales para estudiantes de secundaria y preparatoria en Gotemburgo, Suecia.

## Biografía
Tomas Lindberg inició su carrera de músico y compositor a principios de los 80s. Empezó su carrera como vocalista en la banda Grotesque bajo el nombre de Goatspell. Cuando Grotesque se separó, él inició una banda de death metal melódico llamada At the Gates. At the Gates igualmente se separó a finales de 1995 después de lanzar es album Slaughter of the Soul, pero se volvió a unir en el 2007. En 1995 Lindberg fue vocalista invitado en 3 canciones del álbum de la banda de Death metal Ceremonial Oath "Carpet" mientras que Anders Fridén (de In Flames) fue vocalista de las otras 4 canciones restantes del álbum.
Después de eso, Lindberg se relacionó con otros diversos proyectos musicales dentro de la escena punk y metal. El lidero las bandas Hide, The Crown, Disfear, Skitsystem y el supergrupo de deathgrind Lock Up, el cual estaba conformado por miembros de Napalm Death como Shane Embury (bajo) y Jesse Pintado (guitarra) y el entonces baterista de Dimmu Borgir, Nicholas Barker. El también fue vocalista en directo de la banda sueca proveniente de Estocolmo Sacrilege GBG en la gira europea que tuvieron en el año 1996 reemplazando al vocalista y baterista Daniel Svensson (baterista de In Flames) debido a una dificultad al estar en ambas bandas.
Tomas Lindberg ha mencionado que The Cure y Joy Division son sus más grandes influencias.
Más recientemente Tomas trabajo con la banda sueco-griega de death metal melódico Nightrage, pero después de lanzar su segundo álbum salió definitivamente de la banda en el 2005. Después de su salida, Lindberg fue reemplazado por el vocalista Antony Hämäläinen. Lindberg también fue vocalista invitado en las canciones de: Darkest Hour "The Sadist Nation", Transistor Transistor "Young Vampires of New Hampshire" 7", y en la canción de Slowmotion Apocalypse, "The Blessing" en el álbum 'Obsidian' lanzado en el 2007.
Decibel Magazine acredita a Tomas Lindberg como el creador del logo de la banda de Black/Death Metal Darkthrone.

## Discografía
Con At the Gates
- Gardens of Grief (1990)
- The Red in the Sky Is Ours (1991)
- With Fear I Kiss the Burning Darkness (1992)
- Terminal Spirit Disease (1994)
- Slaughter of the Soul (1995)
- At War with Reality (2014)
- To Drink from the Night Itself (2018)
- With the Pantheons Blind EP (2019)
- The Nightmare of Being (2021)

Con Skitsystem
- Profithysteri (1995)
- Ondskans ansikte (1996)
- Levande lik (split con Wolfpack) (1998)
- Grå värld/Svarta tankar (1999)
- Enkel tesa till rännstenen (2001)
- Skitsystem/Nasum Split (2002)

Con The Great Deceiver
- Jet Black Art (2000)
- A Venom Well Designed (2002)
- Terra Incognito (2003)
- Life Is Wasted on the Living (2007)

Con Nightrage
- Sweet Vengeance (2003)
- Descent into Chaos (2005)
- Vengeance Descending (2010)

Con Lock Up
- Hate Breeds Suffering (2002)
- Play Fast or Die: Live in Japan (2005)
- Necropolis Transparent (2011)

Con Disfear
- Misanthropic Generation (2003)
- Live the Storm (2008)

Otros
- Ceremonial Oath - Carpet (1995)
- Grotesque - In the Embrace of Evil (1989)
- The Crown - Crowned in Terror (2002)
- Sign of Cain - To Be Drawn and to Drown (2017)
- The Lurking Fear - Winged Death EP - (2017)
- The Lurking Fear - Out of the Voiceless Grave (2017)

Como invitado
- Vocalista invitado en "Devil Gate Ride" de The Crown - Deathrace King (2000)
- Vocalista invitado en "Slit Wide Open" de Ablaze My Sorrow - Anger, Hate and Fury (2002)
- Voz en la canción "Sadist Nation" de Darkest Hour - Hidden Hands of a Sadist Nation (2003)
- Voz en la canción "Dirty Colored Knife y Under the Spell" de Nail Within (2003)
- Voz en la canción "Cancer of the Mind" de Area 54 - Beckoning of the End (2003)
- Voz en la canción "The Blessing" de Slowmotion Apocalypse - Obsidian (2007)
- Voz en la canción "White Knives" de Transistor Transistor - Young Vampires of New Hampshire 7" (2008)
- Voz en la canción "Ruling Class Cancelled" de Misery Index - Traitors (2008)
- Vocalista invitado en "The Summoning" y "The Plague" de Sarea - Rise of a Dying World (2008)
- Vocalista invitado en "The Blessing" de Slowmotion Apocalypse - Obsidian(2009)
- Vocalista invitado en "Rise Of The Sentinel" de Necronaut (2010)
- Vocalista invitado en "Insidious", "Sham Piety" y "This World is Coming to an End" de Nightrage - Insidious (2011)
- Vocalista invitado en "The Mark of the Beast Part 2" de Salem - Playing God and Other Short Stories (2010)
- Vocalista invitado en "Blind" de Sarea - Alive (2010)
- Vocalista invitado en "Wolverine Blues" de Converge – Converge / Napalm Death (2012)
- Vocalista invitado en "Hecatomb" de The Blood of Heroes - The Waking Nightmare (2013)
- Vocalista invitado en "Deep Time Predator" de Science Slam Sonic Explorers - Deep Time Predator (2015)